# 美味しく食べてヘルスケア
『美味しく食べてヘルスケア』（おいしくたべてヘルスケア）は、2006年10月2日から青森放送ラジオ (RAB) で放送されている料理番組・音楽番組である。
放送時間は毎週月曜 - 金曜 7:35 - 7:45 （日本標準時）。2016年4月4日からは朝のワイド番組『朝ワイ!ダッシュ』内で放送されている。

## 出演者

### パーソナリティ
- 鮫島大史（月曜：2016年4月4日 - ）
- 青山英次（火曜・水曜：2016年4月5日 - ）
- 菅原厚（木曜：2016年4月7日 - ）
- 上野比呂企（金曜：2016年4月8日 - ）

### 過去のパーソナリティ
- 山内千代子（2006年10月2日 - 2010年3月、産休後2011年4月4日 - 2014年3月28日）
- 田村啓美（2010年4月 - 2011年4月1日、山内の産休期間担当）
- 筋野裕子（2014年3月31日 - 2016年4月1日）